# Свидетельство резни 7 октября
Свидетельство резни 7 октября (также неофициально известен как ивр. סרט הזוועות‎ — фильм ужасов) — фильм, представляющий собой подборку необработанных кадров вторжения ХАМАС в Израиль 7 октября 2023 года, подготовленную пресс-службой ЦАХАЛ.
Фильм смонтирован из кадров, запечатлевших резню из доступных видео-источников: нательных камер и мобильных телефонов террористов ХАМАС, видеорегистраторов, камер наружного и домашнего наблюдения, смартфонов израильских жертв нападения, съемок служб экстренной помощи.
ЦАХАЛ и правительство Израиля провели частные показы фильма в местных и зарубежных учреждениях, в штаб-квартире Организации Объединенных Наций, а также перед дипломатами и людьми, имеющими общественное влияние, включая журналистов и блогеров. Фильм не был показан широкой публике, но посмотревшие его журналисты получили возможность описать все увиденное в своих СМИ.